# نمانیا ویدیچ
نمانیا ویدیچ (به انگلیسی: Nemanja Vidić) و (به سیریلیک: Немања Видић) (زاده ۲۱ اکتبر ۱۹۸۱ در اوژیتسه) بازیکن سابق فوتبال صربستانی است.
پس از پیوستن به تیم ستاره سرخ بلگراد در اوایل سال ۲۰۰۰، ویدیچ در سال ۲۰۰۴ به تیم اسپارتاک مسکو روسیه پیوست. او از بازیکنان خط دفاعی تیم ملی صربستان در مسابقات مقدماتی جام جهانی ۲۰۰۶ بود که در آن مسابقات تنها یک گل دریافت کردند. او سپس در ماه ژانویه سال ۲۰۰۶ با قراردادی ۷ میلیون پوندی راهی منچستر یونایتد شد. از وی به عنوان یکی از بهترین مدافعان تاریخ لیگ برتر انگلستان یاد می‌شود.
ویدیچ در منچستر افتخارات بسیاری کسب کرده‌است. از جمله ۳ قهرمانی متوالی در لیگ جزیره (در مجموع ۵ عنوان)، قهرمانی در لیگ قهرمانان اروپا، جام باشگاه‌های جهان، سه عنوان قهرمانی در جام اتحادیه و سه عنوان قهرمانی سوپرکاپ انگلستان و سه عنوان بازیکن تیم منتخب فصل لیگ برتر از سال ۲۰۰۷ تا سال ۲۰۰۹.
در فصل ۲۰۱۰–۲۰۱۱ ویدیچ به عنوان کاپیتان منچستر یونایتد انتخاب شد.

## حرفه

### سالهای اولیه
نمانیا ویدیچ در دراگولجوب متولد شد. ویدیچ در شش سالگی به همراه برادرش دوسان که از او مسن تر است در تیم محلی Jedinstvo Putevi بازی می‌کرد. او به سرعت پیشرفت کرد و در دوازده سالگی به تیم Sloboda Užice پیوست. او در منطقه بالکان زندگی می‌کرد که در آن زمان جنگهایی در آن جا برپا بود.

### باشگاهی

#### ستاره سرخ و اسپارتاک موسکو
دو سال و نیم پس از امضای قرارداد با اوژیتسه در حالی که هنوز پانزده ساله نشده بود تیم ستاره سرخ بلگراد او را به آکادمی جوانانش برد. در زمان جنگ ارتش صربستان با کوزوو، ویدیچ در حالی که باید در ارتش حضور پیدا می‌کرد اما یک ورزشکار تمام وقت بود. او فوتبال حرفه‌ای را در تیم اسپارتاک سوبوتیکا آغاز کرد. او به ستاره سرخ بازگشت و در لیگ یوگسلاوی تحت نظر یوران فیلیپوویچ در سال ۲۰۰۲ قهرمان لیگ شد. ویدا به سرعت بازوبند کاپیتانی را به دست آورد و در طول سه سال تلاش توانست بازوبند را بگیرد. ویدیچ در ۶۷ مسابقه برای این تیم ۱۲ گل به ثمر رساند. ستاره سرخ در پیشرفت او نقش بسزایی داشت. او با ستاره سرخ در سال ۲۰۰۴ قهرمان لیگ صربستان و مونته‌نگرو شد. در ژولای ۲۰۰۴ به تیم اسپارتاک مسکوی روسیه پیوست. ویدیچ گرانترین مدافع تاریخ لیگ روسیه نیز لقب گرفت.

#### منچستر یونایتد
پس از دو فصل بازی در اسپارتاک مسکو، ویدیچ در روز ۲۵ دسامبر ۲۰۰۵ با قراردادی ۷ میلیون پوندی با منچستر یونایتد به امضا رساند و در سال ۲۰۰۶ اجازه انتقال کامل به این تیم صادر شد. منچستر برای خرید ویدیچ رقابت بسیاری سختی با تیم فیورنتینا داشت. در ۱۵ ژانویه ۲۰۰۶ ویدیچ اولین بازی خود با پیراهن یونایتد را با شماره ۱۵ انجام داد. در آن بازی او به عنوان یار ذخیره به جای نیستلروی در حالی به بازی آمد که منچستر ۲–۱ از بلکبرن در نیمه نهایی کارلینگ کاپ پیش بود. ۱۶ فوریه ۲۰۰۶ ویدیچ خیلی زود اولین قهرمانی اش را با یونایتد مقابل ویگان در فینال کارلنگ کاپ به دست آورد. او در دقیقه ۸۳ به جای وس برون وارد میدان شد.
در فصل ۲۰۰۷–۲۰۰۸ ویدیچ به همراه فردیناند مرکز دفاعی منچستر را تشکیل می‌دادند که بعدها به عنوان بهترین خط دفاع اروپا نیز انتخاب شد. او در آن فصل ۲۵ بازی برای منچستر یونایتد انجام داد و اولین قهرمانی اش را نیز جشن گرفت.
ویدیچ در روز ۱۴ اکتبر ۲۰۰۶ اولین گل خود را برای منچستر در دیدار با ویگان زده بود که منجر به پیروزی ۳–۱ تیمش شده بود. گل دومش را نیز در روز ۴ نوامبر مقابل پورتسموث زد که منچستر ۳–۰ پیروز شد، این اولین گل او در اولدترافورد نیز بود. ۶ دسامبر او اولین گلش در لیگ قهرمانان را در مرحله گروهی برابر بنفیکا به ثمر رساند که آن بازی را یونایتد۳–۱ برد. هشتم نوامبر ۲۰۰۷ ویدیچ قراردادش را برای پنج سال تمدید کرد و تا سال ۲۰۱۲ در این تیم ماندنی شد. در پایان فصل ۲۰۰۷–۲۰۰۸ او قهرمان لیگ شد تا دومین قهرمانی پی در پی را در لیگ جزیره به دست آورد. او همچنین در دیدار فینال لیگ قهرمانان فصل ۲۰۰۸ مقابل چلسی عضوی از تیم بود و در پایان قهرمان نیز شد.
در طول فصل ویدیچ ۳۲ بازی برای منچستر انجام داد و یک گل زد.
در فصل ۲۰۰۸–۰۹ خط دفاع منچستر کامل بود و دارای مدافعان مستحکمی بود. او در اواخر فصل جایزه PFA را نیز کسب کرد. ویدیچ از سوی هواداران تیم منچستر یونایتد به عنوان بهترین بازیکن تیم و بهترین بازیکن فصل انتخاب شد. ویدیچ گاهی نیز به جای اوشی در سمت راست خط دفاعی کار می‌کرد.
اغلب او را با استیو بروس مدافع سابق من یونایتد مقایسه می‌کنند چرا که ویژگی‌های این دو به هم شباهت زیادی دارد.
۲۵ اکتبر ۲۰۰۹ ویدیچ در شکست۲–۰مقابل لیورپول اشتباهات زیادی انجام داد و یک کارت قرمز نیز گرفت. اما در ۲۱ مارس ۲۰۱۰ او بازی فوق‌العاده‌ای مقابل لیورپول انجام داد و موجب پیروزی ۲–۱ تیمش شد.
بیست و سوم ژولای ۲۰۱۰ در حالی که گفته می‌شد ویدیچ با رئال مادرید قرار دادی ۴ ساله به ثبت رسانده، او قرار دادش را با یونایتد تمدید کرد.
او اولین گلش در فصل جدید را مقابل اورتون در مرسی ساید به ثمر رساند و در حالی که تیمش ۲–۱ پیش افتاده بود دقایق پایانی بازی ۳–۳ شد تا پایانی دراماتیک را شاهد باشیم. فرگوسن تأیید کرد که ویدیچ پیش از گری نویل کاپیتان تیم است. سی ام اکتبر ویدیچ در بازی که ۲–۰ منچستر، تاتتهام را ۲–۰ شکست داد ویدیچ گل دوم را زد تا این گل هزارمین گل یونایتد در تاریخ لیگ برتر در ورزشگاه اولدترافورد باشد. در ۱۱ اوت ۲۰۱۱ ویدیچ در دیدار کامونیتی شیلد مقابل منچستر سیتی به میدان رفت. منچستر با این که نیمه اول۲–۰ شکست خورد اما در نیمه دوم با ارائه بازی تهاجمی بازی را ۳–۲ برد و قهرمان شد تا ویدیچ بار دیگر جام قهرمانی را بالای سر ببرد.

### تیم ملی
ویدیچ در تیم جوانان یوگسلاوی اولین بازی خود را در در سال ۲۰۰۲ برابر ایتالیا انجام داد.
ویدیچ در دیدار مقابل بوسنی برای صربستان و مونته‌نگرو موفق ظاهر شد اما پنج دقیقه مانده به پایان بازی کارت قرمز گرفت با این وجود صربستان با نتیجه ۱–۰ برنده شد.

## آمار دوران حرفه‌ای

### آمار باشگاهی
| باشگاهی                  | فصل      | لیگ  | لیگ | جام  | جام | لیگ کاپ | لیگ کاپ | اروپا | اروپا | غیره | غیره | جمع  | جمع |
| باشگاهی                  | فصل      | بازی | گل  | بازی | گل  | بازی    | گل      | بازی  | گل    | بازی | گل   | بازی | گل  |
| ------------------------ | -------- | ---- | --- | ---- | --- | ------- | ------- | ----- | ----- | ---- | ---- | ---- | --- |
| ستاره سرخ بلگراد         | ۲۰۰۰–۰۱  | ۰    | ۰   | ۰    | ۰   | –       | –       | ۰     | ۰     | –    | –    | ۰    | ۰   |
| اسپارتاک سوبوتیکا (قرضی) | ۲۰۰۰–۰۱  | ۲۷   | ۶   | ۰    | ۰   | –       | –       | ۰     | ۰     | –    | –    | ۲۷   | ۶   |
| ستاره سرخ بلگراد         | ۲۰۰۱–۰۲  | ۲۲   | ۲   | ۵    | ۰   | –       | –       | ۲     | ۰     | –    | –    | ۲۹   | ۲   |
| ستاره سرخ بلگراد         | ۲۰۰۲–۰۳  | ۲۵   | ۵   | ۴    | ۱   | –       | –       | ۶     | ۰     | –    | –    | ۳۵   | ۶   |
| ستاره سرخ بلگراد         | ۲۰۰۳–۰۴  | ۲۰   | ۵   | ۵    | ۰   | –       | –       | ۶     | ۳     | –    | –    | ۳۱   | ۸   |
| ستاره سرخ بلگراد         | جمع      | ۶۷   | ۱۲  | ۱۴   | ۱   | –       | –       | ۱۴    | ۳     | –    | –    | ۹۵   | ۱۶  |
| اسپارتاک مسکو            | ۲۰۰۴     | ۱۲   | ۲   | ۱    | ۰   | –       | –       | ۰     | ۰     | –    | –    | ۱۳   | ۲   |
| اسپارتاک مسکو            | ۲۰۰۵     | ۲۷   | ۲   | ۱    | ۰   | –       | –       | ۰     | ۰     | –    | –    | ۲۸   | ۲   |
| اسپارتاک مسکو            | جمع      | ۳۹   | ۴   | ۲    | ۰   | –       | –       | ۰     | ۰     | –    | –    | ۴۱   | ۴   |
| منچستر یونایتد           | ۲۰۰۵–۰۶  | ۱۱   | ۰   | ۲    | ۰   | ۲       | ۰       | ۰     | ۰     | ۰    | ۰    | ۱۵   | ۰   |
| منچستر یونایتد           | ۲۰۰۶–۰۷  | ۲۵   | ۳   | ۵    | ۰   | ۰       | ۰       | ۸     | ۱     | ۰    | ۰    | ۳۸   | ۴   |
| منچستر یونایتد           | ۲۰۰۷–۰۸  | ۳۲   | ۱   | ۳    | ۰   | ۰       | ۰       | ۹     | ۰     | ۱    | ۰    | ۴۵   | ۱   |
| منچستر یونایتد           | ۲۰۰۸–۰۹  | ۳۴   | ۴   | ۴    | ۰   | ۴       | ۰       | ۹     | ۱     | ۴    | ۲    | ۵۵   | ۷   |
| منچستر یونایتد           | ۲۰۰۹–۱۰  | ۲۴   | ۱   | ۰    | ۰   | ۲       | ۰       | ۷     | ۰     | ۰    | ۰    | ۳۳   | ۱   |
| منچستر یونایتد           | ۲۰۱۰–۱۱  | ۳۵   | ۵   | ۲    | ۰   | ۰       | ۰       | ۹     | ۰     | ۱    | ۰    | ۴۷   | ۵   |
| منچستر یونایتد           | ۲۰۱۱–۱۲  | ۰    | ۰   | ۰    | ۰   | ۰       | ۰       | ۰     | ۰     | ۱    | ۰    | ۱    | ۰   |
| منچستر یونایتد           | جمع      | ۱۶۱  | ۱۴  | ۱۶   | ۰   | ۸       | ۰       | ۴۲    | ۲     | ۷    | ۲    | ۲۳۴  | ۱۸  |
| جمع دوره                 | جمع دوره | ۲۹۴  | ۳۶  | ۳۲   | ۱   | ۸       | ۰       | ۵۶    | ۵     | ۷    | ۲    | ۳۹۷  | ۴۴  |

آمار تا تاریخ ۷ اوت ۲۰۱۱ دقیق می‌باشد.

## یادداشت
1. ↑  شامل رقابت‌های دیگر (جام خیریه انگلیس، سوپر جام اروپا، جام باشگاه‌های جهان) می‌شود.